# Хардин (округ, Кентукки)
Ха́рдин (англ. Hardin County) — округ в штате Кентукки, США. Официально образован в 1793 году. По состоянию на 2010 год, численность населения составляла 105 543 человека.

## История
Хардин был 15-м округом Кентукки в порядке образования.
Пожары в здании суда уничтожили записи графства в 1864 и 1932 годах. Нынешнее здание суда датируется 1934 годом.

## География
По данным Бюро переписи США, общая площадь округа равняется 1632,054 км2, из которых 1614,292 км2 суша и 6,858 км2 или 1,090 % это водоемы.

### Соседние округа
Округ Хардин граничит с девятью округами, это больше, чем в любом другом округе Кентукки.
- Округ Джефферсон, включая Луисвилл (северо-восток)
- Округ Буллитт (северо-восток)
- Округ Нельсон (восток)
- Округ Ла-Ру (юго-восток)
- Округ Харт (юг)
- Округ Грейсон (юго-запад)
- Округ Брекинридж (запад)
- Округ Мид (северо-запад)
- Округ Гаррисон, Индиана (север)

## Население
По данным переписи населения 2010 года в округе проживает 105 543 жителей в составе 39 853 домашних хозяйств и 28 288 семей. Плотность населения составляет 64,70 человек на км2. На территории округа насчитывается 43 261 жилых строений, при плотности застройки около 26,50-ти строений на км2. Расовый состав населения: белые — 80,50 %, афроамериканцы — 11,6%, коренные американцы (индейцы) — 0,50%, азиаты — 0,50 %, гавайцы — 2,00 %, представители других рас — 0,20 %, представители двух или более рас — 1,50 %. Испаноязычные составляли 5,00 % населения независимо от расы.
В составе 37,20 % из общего числа домашних хозяйств проживают дети в возрасте до 18 лет, 53,30 % домашних хозяйств представляют собой супружеские пары проживающие вместе, 12,90 % домашних хозяйств представляют собой одиноких женщин без супруга, 4,70 % домашних хозяйств не имеют отношения к семьям, 24,50 % домашних хозяйств состоят из одного человека, 8,00 % домашних хозяйств состоят из престарелых (65 лет и старше), проживающих в одиночестве. Средний размер домашнего хозяйства составляет 2,57 человека, и средний размер семьи 3,04 человека.
Возрастной состав округа: 25,97 % моложе 18 лет, 9,93 % от 18 до 24, 27,50 % от 25 до 44, 25,60 % от 45 до 64 и 25,60 % от 65 и старше. Средний возраст жителя округа 35 лет. На каждые 100 женщин приходится 100,41 мужчин. На каждые 100 женщин старше 18 лет приходится 102,54 мужчин.
Средний доход на домохозяйство в округе составлял 43 421 USD, на семью — 55 151 USD. Среднестатистический заработок мужчины был 0 USD против 0 USD для женщины. Доход на душу населения составлял 23 744 USD. Около 8,20 % семей и 10,00 % общего населения находились ниже черты бедности, в том числе — 13,50 % молодежи (тех, кому ещё не исполнилось 18 лет) и 8,60 % тех, кому было уже больше 65 лет.